# Tonny Gielens
Antonius H. (Tonny) Gielens (8 november 1921 – 4 februari 1998) was een Nederlands verzetsstrijder in de Tweede Wereldoorlog.
Tonny Gielens was actief in het verzet in Zuid-Limburg. In september 1940 werd hij negen maanden gevangengezet vanwege anti-Duitse activiteiten en in april 1942 werd hij wederom gearresteerd en vijf maanden opgesloten in kamp Amersfoort. Hierna sloot hij zich aan bij de verzetsorganisatie Dutch-Paris en hielp vele geallieerde piloten en vervolgde Joden om via Brussel en Parijs naar het zuiden van Europa te komen.
In maart 1944 werd Gielens in Brussel gearresteerd, maar slaagde erin te ontsnappen. Op de vlucht in Heerlen aangekomen, bleek dat de Sicherheitsdienst hem had achtervolgd. Gielens vluchtte het huis van een tante aan de Grasbroekerweg in en werd daar gearresteerd. Het arrestatieteam gaf hem gelegenheid om wat brood voor onderweg te gaan halen en Gielens slaagde erin om via de bijkeuken en tuin weg te komen. Hij vluchtte de Martelaren-van-Gorcumkerk op de Sittarderweg in en verstopte zich in het binnenste van een van de biechtstoelen. Hoewel de gehele kerk minutieus doorzocht werd, vond het overvalteam hem niet. Gielens overleefde, ondergedoken op verschillende adressen in en rondom Hoensbroek, de oorlog.
Na de oorlog ging Gielens in Maastricht wonen en gaf hij op scholen spreekbeurten over het verzet.
In 1947 ontving Gielens van de Amerikaanse regering de Medal of Freedom. Op 24 juni 1990 werd Gielens door Yad Vashem tot Rechtvaardige onder de Volkeren benoemd.